# Petunidina
La petunidina es un tipo particular de antocianidina. Es un pigmento de color rojo oscuro a púrpura que se halla en muchas frutas rojas, tales como Aronia sp., Amelanchier alnifolia y la uva ( Vitis vinifera). La petunidina se forma a partir de otro pigmento, la delfinidina, a través de la acción de una enzima metiltansferasa. En la uva se hallan formas glicosiladas de la petunidina, tales como petunidin 3-glucósido, petunidin-3-O-(6-p-cumaril) glucósido y petunidin-3-O-(6-p-acetil) glucosido.